# درک اسکالون
درک اسکالون (انگلیسی: Dirk Scalongne; ۱۲ دسامبر ۱۸۷۹ – ۱ آوریل ۱۹۷۳) ورزشکار شمشیربازی اهل پادشاهی هلند بود.
وی در مسابقات کشوری و بین‌المللی در مجموع برندهٔ ۱ مدال برنز شده‌است.